# Laduk
Laduk (nep. लडुक) – gaun wikas samiti w środkowej części Nepalu w strefie Dźanakpur w dystrykcie Dholkha. Według nepalskiego spisu powszechnego z 2001 roku liczył on 812 gospodarstw domowych i 3793 mieszkańców (1944 kobiet i 1849 mężczyzn).